# GE航空航天
通用电气公司（英語：General Electric Company），以GE航空 （英語：GE Aerospace）的名义开展业务，是一家美国航天发动机供应商，总部位于俄亥俄州辛辛那提郊外的埃文代爾，是全球最大的飛機發動機生產商。它是1892年成立的原通用电气公司的法律继承者。该公司在2021年11月至2024年4月期间分拆为三家独立公司，并在剥离其医疗保健和能源部门后采用了GE航空的商业名称。
该部门在2005年9月之前名为通用电气航空发动机（英語：General Electric Aircraft Engines;简称GEAE），直到2022年7月改名为GE航天（英語：GE Aviation）。在2022年7月，更名为GE航空，此举体现了发动机制造商扩大其关注范围超出飞机发动机的意图。到2024年4月成为前通用电气集团唯一的业务线，届时已完成了GE医疗和GE Vernova（其能源业务部门）的剥离。

## 產品

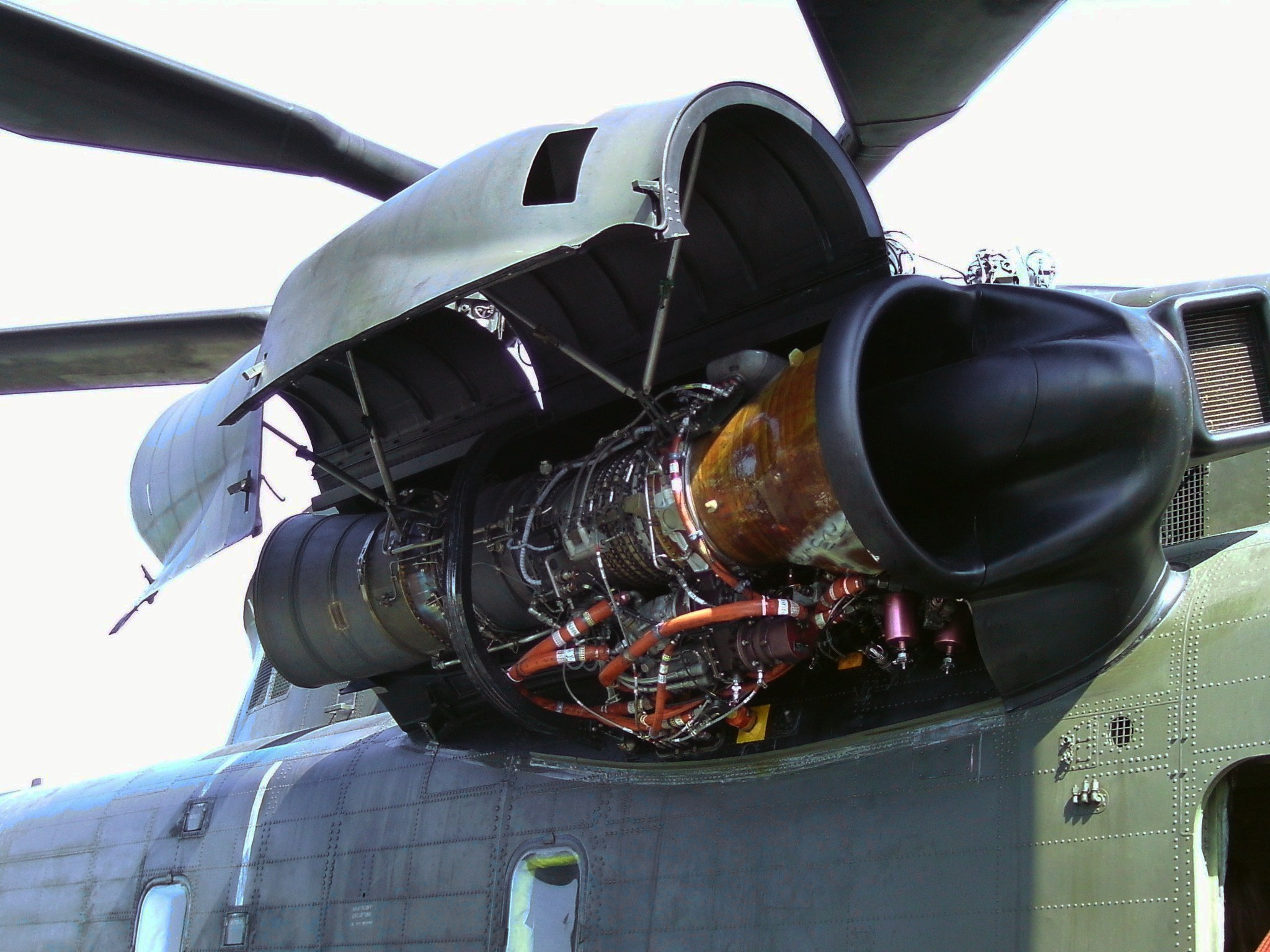
通用電氣T64

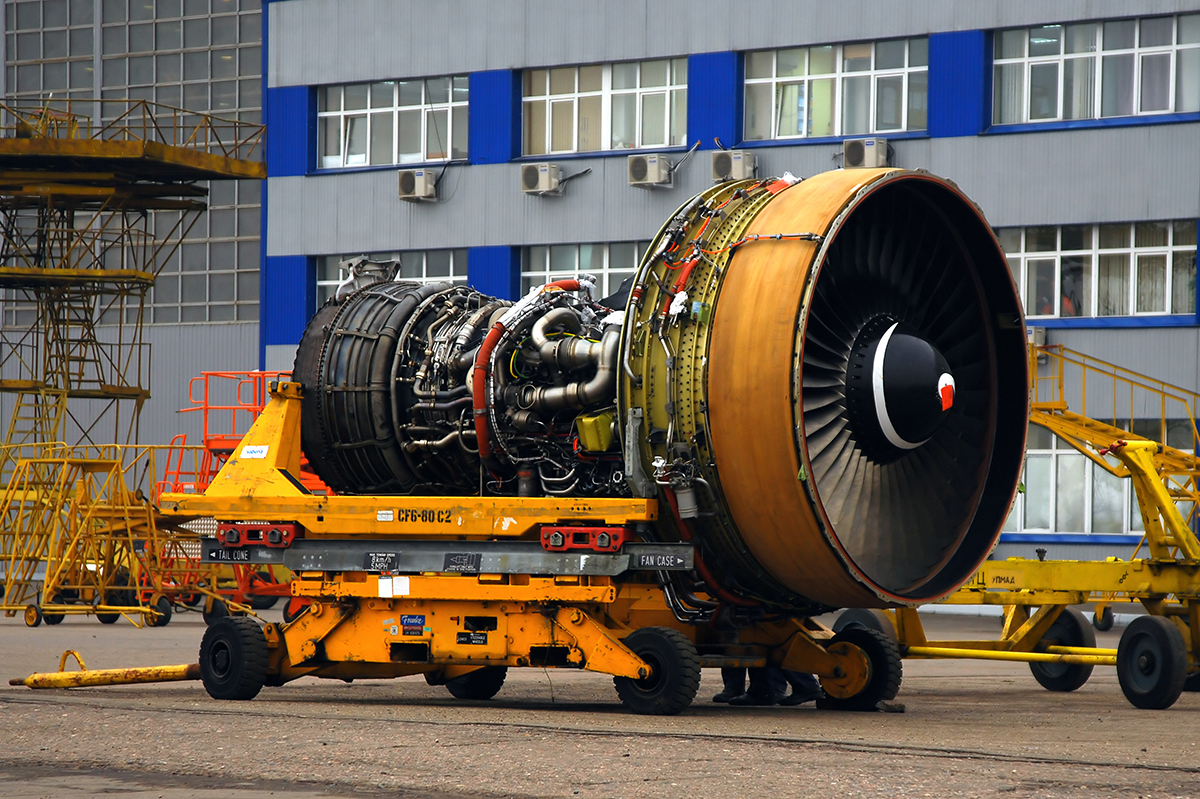
通用電氣CF6

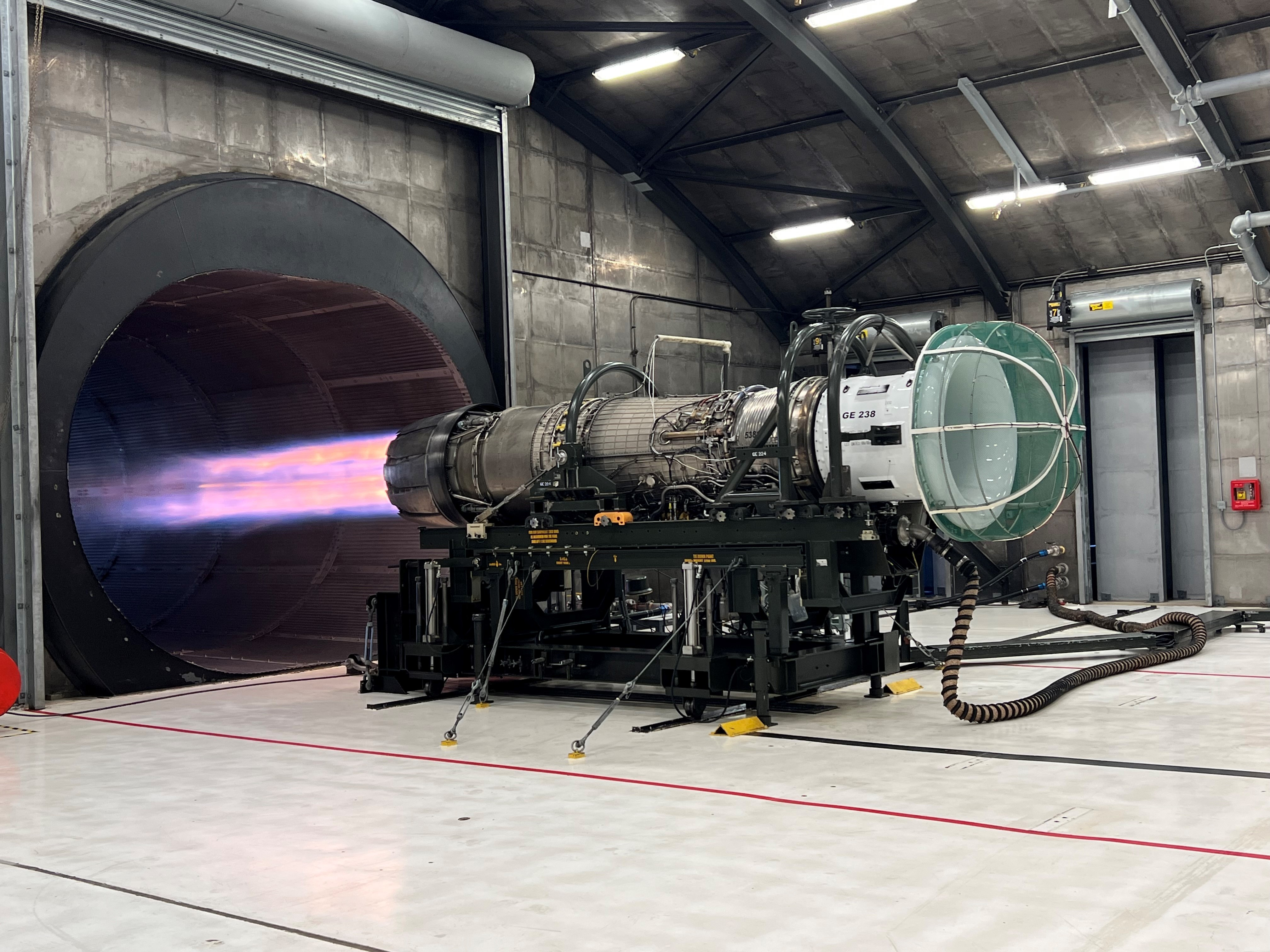
通用電氣F110

### 渦噴發動機
- 通用電氣I-A（英语：General Electric I-A）（1942年）
- 通用電氣J31（英语：General Electric J31）（1943年）
- 艾利遜J33（英语：Allison J33）（1945年）
- 艾利遜J35（英语：Allison J35）（1946年）
- 通用電氣J47（英语：General Electric J47）（1948年）
- 通用電氣J79/通用電氣CJ805（英语：General Electric CJ805）（1955年）
- 奇異J85/通用電氣CJ610（英语：General Electric CJ610）（1958年）

### 渦扇發動機
- 通用電氣F101（英语：General Electric F101）（1970年）
- 通用電氣F404（1978年）
- 通用電氣F110（1984年）
- 通用電氣F414（1995年）
- 通用電氣YF120（英语：General Electric YF120）（1989年）
- 通用電氣/勞斯萊斯F136（英语：General Electric/Rolls-Royce F136）
- 通用電氣CJ805-23（英语：General Electric CJ805）（1960年）
- 通用電氣F118（1989年）
- 通用電氣CF700（英语：General Electric CF700）
- CFE738（英语：CFE CFE738）（1993年）
- 通用電氣本田HF120（英语：GE Honda HF120）（2003年）
- 通用電氣TF34（英语：General Electric TF34）/通用電氣CF34（1972年）
- 通用電氣 Affinity（英语：General Electric Affinity）（2018年）
- 通用電氣TF39（英语：General Electric TF39）（1968年）
- 通用電氣CF6（1970年）
- CFM56/F108（1982年）
- 通用電氣GE90（1994年）
- 發動機聯盟GP7000（英语：Engine Alliance GP7000）（2006年）
- 通用電氣GEnx（2007年）
- CFM國際 LEAP（2016年）
- 通用電氣 Passport（英语：General Electric Passport）（2016年）
- 通用電氣GE9X（2018年）
- 奇異XA100

### 渦槳發動機
- 通用電氣T31（英语：General Electric T31）（1945年）
- 通用電氣T700（英语：General Electric T700）/CT7（1973年）
- 通用電氣H80（英语：General Electric H-Series）（2009年）
- 通用電氣 Catalyst（英语：General Electric Catalyst）（2018年）

### 槳扇發動機
- 通用電氣GE36（1980年代）
- CFM國際 RISE（英语：CFM International RISE）

### 渦軸發動機
- 通用電氣T58（英语：General Electric T58）（1953年）
- 通用電氣T64（英语：General Electric T64）（1964年）
- 通用電氣T700（英语：General Electric T700）/CT7（1978年）
- 通用電氣GE38（英语：General Electric GE38）（1980年代）

### 燃氣輪機
- 奇異國際LM500燃氣渦輪發動機
- 通用電氣LM1500燃氣輪機（英语：General Electric LM1500）
- 奇異LM1600燃氣渦輪發動機
- 通用电气LM2500燃气轮机
- 通用電氣LM6000燃氣輪機（英语：General Electric LM6000）
- 通用電氣LM9000燃氣輪機（英语：General Electric LM9000）
- 通用電氣LMS100燃氣輪機（英语：General Electric LMS100）

## 測試機

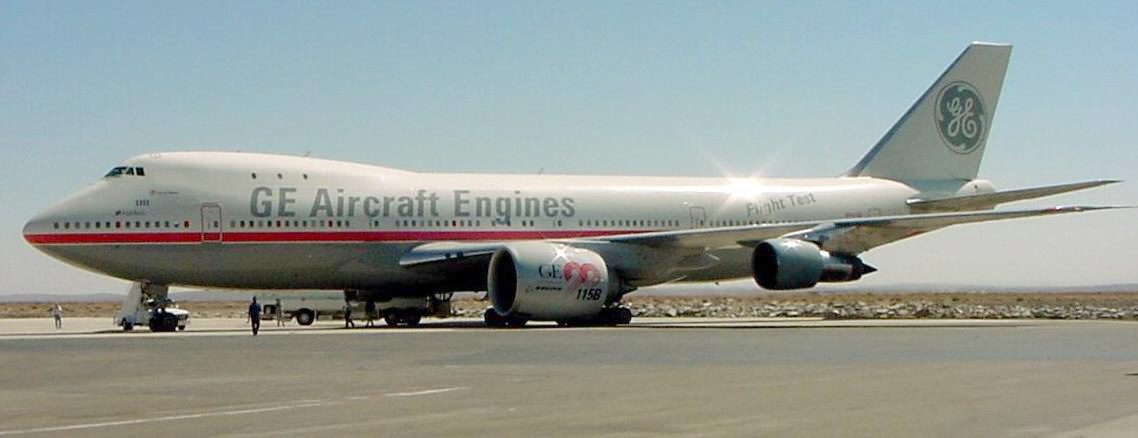
正在波音747-100測試機上準備進行飛行測試的GE90-115B發動機

- 波音747-100（N747GE，前N744PA）
- 波音747-400（N747GF，前JA8910）

## 外部連結
- 官方網站 （页面存档备份，存于）